# Skeleton op de Olympische Winterspelen 2018
Skeleton is een van de sporten die beoefend werden tijdens de Olympische Winterspelen 2018 in Pyeongchang. De wedstrijden vonden plaats in het Alpensia Sliding Centre.

## Wedstrijdschema
| Datum       | Lokale tijd   | MET           | Mannen             | Vrouwen            |
| ----------- | ------------- | ------------- | ------------------ | ------------------ |
| 09 februari | 20:00         | 12:00         | Openingsceremonie  | Openingsceremonie  |
| 15 februari | 10:00         | 02:00         | 1e en 2e run       |                    |
| 16 februari | 09:30 / 20:20 | 01:30 / 12:20 | 3e en 4e run       | 1e en 2e run       |
| 17 februari | 20:20         | 12:20         |                    | 3e en 4e run       |
| 25 februari | 20:00         | 12:00         | Sluitingsceremonie | Sluitingsceremonie |

## Medailles

### Medaillewinnaars
| Onderdeel | Goud | Goud          | Zilver | Zilver             | Brons | Brons           |
| --------- | ---- | ------------- | ------ | ------------------ | ----- | --------------- |
| Mannen    | KOR  | Yun Sung-bin  | OAR    | Nikita Tregoebov   | GBR   | Dominic Parsons |
| Vrouwen   | GBR  | Lizzy Yarnold | GER    | Jacqueline Lölling | GBR   | Laura Deas      |

### Medaillespiegel
| Plaats | Land                           | NOC    | Goud | Zilver | Brons | Totaal |
| ------ | ------------------------------ | ------ | ---- | ------ | ----- | ------ |
| 1      | Groot-Brittannië               | GBR    | 1    | 0      | 2     | 3      |
| 2      | Zuid-Korea                     | KOR    | 1    | 0      | 0     | 1      |
| 3      | Duitsland                      | GER    | 0    | 1      | 0     | 1      |
| 3      | Olympische atleten uit Rusland | OAR    | 0    | 1      | 0     | 1      |
| Totaal | Totaal                         | Totaal | 2    | 2      | 2     | 6      |